# Attention Shoppers
Attention Shoppers és una comèdia p estatunidenca estrenada el 2000, dirigida per Philip Charles MacKenzie i escrita per Nestor Carbonell. La pel·lícula és protagonitzada per Carbonell en el paper principal, amb Michael Lerner, Kathy Najimy, Martin Mull, Luke Perry, Cara Buono Casey Affleck i Lin Shaye en papers secundaris. Va ser estrenada en DVD a Amèrica del Nord per MGM Home Entertainment el 28 de novembre del 2000.

## Argument
Un actor d'una sèrie de televisió molt popular està d'acord en aparèixer a la inauguració d'un supermercat a Houston, Texas. En el seu viatge cap a i durant la seva aparició al supermercat, rep lliçons sobre la seva carrera, celebritat, la naturalesa humana i els problemes maritals de les persones interessants i estranyes que troba.

## Repartiment
- Nestor Carbonell: Enrique Suarez
- Luke Perry: Mark
- Michael Lerner: Khouroush
- Martin Mull: Charles
- Kathy Najimy: Penelope
- Cara Buono: Clara Suarez
- Casey Affleck: Jed

## Rebuda
Attention Shoppers va rebre crítiques variades. Nathan Rabin de  The AV Club , va escriure: "Com a escriptor, Carbonell mostra un veritable talent per a l'humor d'observació de baix perfil, i es beneficia d'un excel·lent repartiment secundari que inclou Carlos Jacott, Kathy Najimy, Michael Lerner, i Lin Shaye. L`escena de robatori no és bastant divertida o prou convincent com per qualificar-la d'èxit, però el seu repartiment, amb un to còmic sec, i admirable atenció als detalls, fan que sigui un dels fracassos més interessants per a ser llançat directament al vídeo d'aquell any.